# Думанський Юрій Олександрович

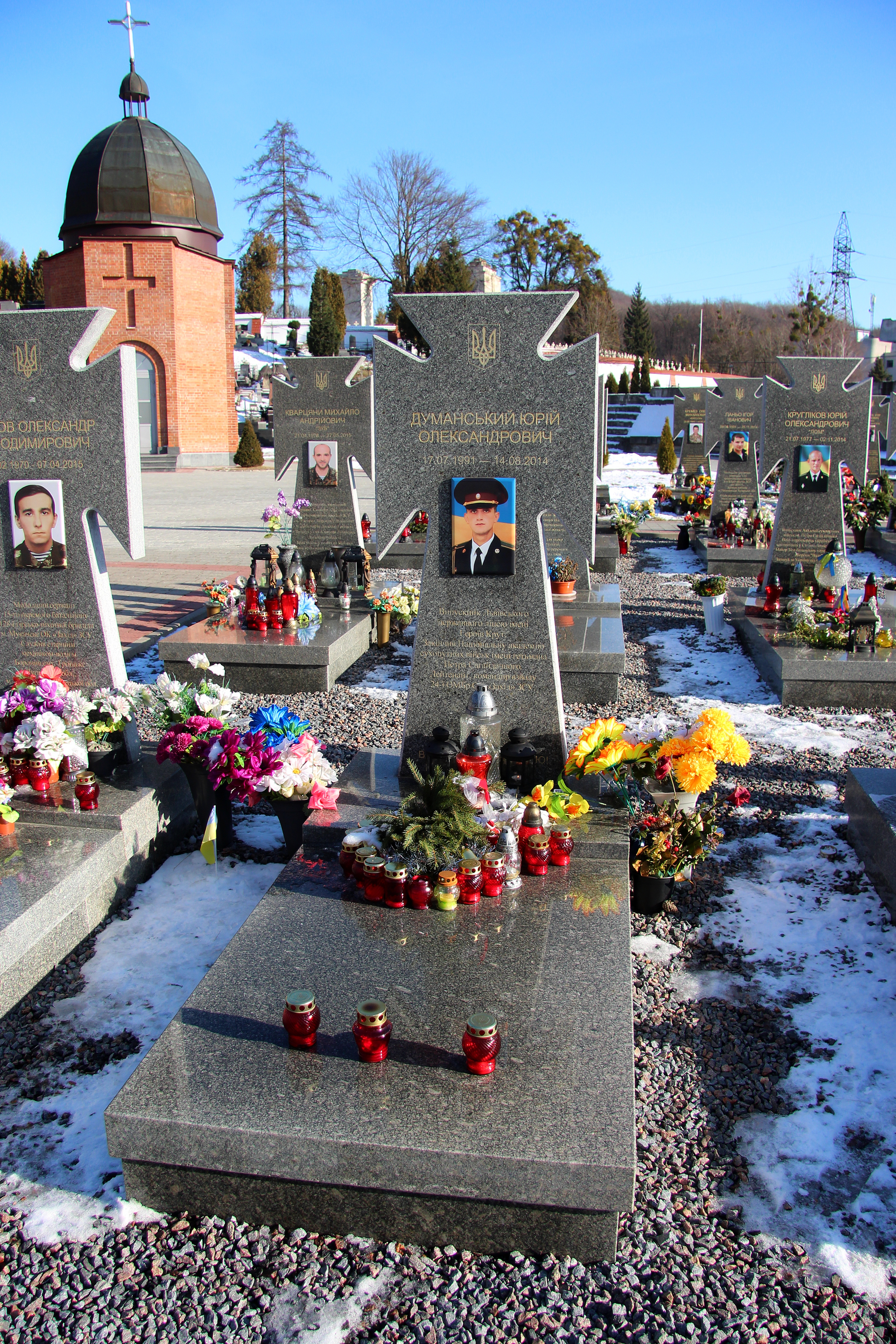

Ю́рій Олекса́ндрович Дума́нський — лейтенант 24-ї окремої механізованої бригади Збройних сил України, загинув в ході російсько-української війни.

## Життєпис
Народився 1991 року в місті Нижньовартвськ (Ханти-Мансійський автономний округ, РРФСР). Згодом з батьками переїхав до України. Після 8 класу пішов навчатися у Львівський ліцей з посиленою військово-фізичною підготовкою імені Героїв Крут. А після його закінчення вступив до Академії сухопутних військ імені гетьмана Петра Сагайдачного. 2013 року вступив до Інституту післядипломної освіти та доуніверситетської підготовки Львівського національного університету імені Івана Франка, навчався за спеціальністю правознавство.
Командир механізованого взводу, 24-та окрема механізована бригада.
Загинув 14 серпня 2014 року від артилерійського обстрілу, вчиненого терористами, під час виконання завдань у зоні бойових дій біля Новосвітлівки.
20 серпня відбулося останнє прощання у Храмі Святих апостолів Петра й Павла (вул. Театральна, 11).
Після звістки про смерть батьки з Божою поміччю вирішили народити Юрію брата.
Похований у Львові, на полі почесних поховань № 76 Личаківського цвинтаря.
Без Юрія лишились батьки та сестра.

## Нагороди та вшанування
- 14 березня 2015 року  — за особисту мужність і героїзм, виявлені у захисті державного суверенітету та територіальної цілісності України, вірність військовій присязі під час російсько-української війни, відзначений — нагороджений орденом Богдана Хмельницького III ступеня (посмертно).
- Його портрет розміщений на меморіалі «Стіна пам'яті полеглих за Україну» у Києві: секція 2, ряд 6, місце 34.
- Вшановується 14 серпня на щоденному ранковому церемоніалі вшанування українських захисників, які загинули цього дня у різні роки внаслідок російської збройної агресії[3].